# Tossal del Junc
El Tossal del Junc és una muntanya de 258 metres que es troba al municipi del Perelló, a la comarca catalana del Baix Ebre.